# یواس‌اس مینا (ای‌ام‌سی-۲۰۴)
یواس‌اس مینا (ای‌ام‌سی-۲۰۴) (به انگلیسی: USS Minah (AMc-204)) یک کشتی بود که طول آن ۱۳۶ فوت (۴۱ متر) بود. این کشتی در سال ۱۹۴۳ ساخته شد.